# Bára Kolářová
Barbora Vida, rozená jako Barbora Kolářová (* 10. května 1984, Praha), je modelka a II. česká vicemiss 2006.

## Osobní život
3. listopadu 2009 se zasnoubila se svým přítelem Přemyslem Vidou, manažerem wellness centra a snowboardovým trenérem, a 4. února 2011 se za něj provdala. 19. dubna 2016 se jim narodila dcera Elizabeth Vida. 6. března 2021 se jim narodila druhá dcera Madeleine Vida.
Studovala na Univerzitě Jana Amose Komenského v Praze obor Sociální a masová komunikace, který absolvovala v září 2009 a získala titul Bc., poté pokračovala v navazujícím magisterském oboru na téže univerzitě a získala titul Mgr.[zdroj?] Pracovala jako manažerka v modelingové agentuře Royal Promotion s.r.o. na Praze 2, jejíž součástí je lifestylový časopise pro všehoschopnou ženu LOOK magazine, a jako fashion konzultant v krejčovském salonu Galard. Nyní[kdy?] se věnuje práci laktační poradkyně, kurzům vaničkování a péči o novorozence.[zdroj?]
Bára má o čtyři roky mladší sestru Terezu Salte (rodným jménem Kolářová), úspěšnou blogerku, podnikatelku, spisovatelku a podcasterku.[zdroj?]

## Modeling
V roce 2006 se Barbora zúčastnila soutěže Česká Miss a stala se II. českou vicemiss.[zdroj?]